# Matti Helminen
Matti Helminen (Hèlsinki, 14 d'agost de 1975) va ser un ciclista finlandès, professional del 2005 fins al 2012. Especialista en la contrarellotge, va aconseguir sis cops el campionat nacional de l'especialitat.
El maig de 2012 va donar positiu en un control, i va ser suspès durant dos anys.

## Palmarès
- 2000
  - Vencedor d'una etapa a la Volta al Brabant flamenc
- 2002
  - Vencedor d'una etapa al Tour de la Dordonya
- 2003
  -  Campió de Finlàndia en contrarellotge
  - Vencedor d'una etapa al Tour des Landes
  - Vencedor d'una etapa als Tres dies de Cherbourg
- 2006
  -  Campió de Finlàndia en contrarellotge
  - 1r a la Chrono champenois
- 2007
  -  Campió de Finlàndia en contrarellotge
- 2008
  -  Campió de Finlàndia en contrarellotge
- 2010
  -  Campió de Finlàndia en contrarellotge
- 2012
  -  Campió de Finlàndia en contrarellotge